# المعجم المفهرس لالفاظ احادیث بحارالانوار
المعجم المفهرس لالفاظ احادیث بحارالانوار کتابی از دفتر تبلیغات اسلامی حوزه علمیه قم است که در سال ۱۳۷۳ منتشر و در مراسم کتاب سال جمهوری اسلامی ایران به‌عنوان کتاب برگزیده معرفی شد.